# Station Quimper

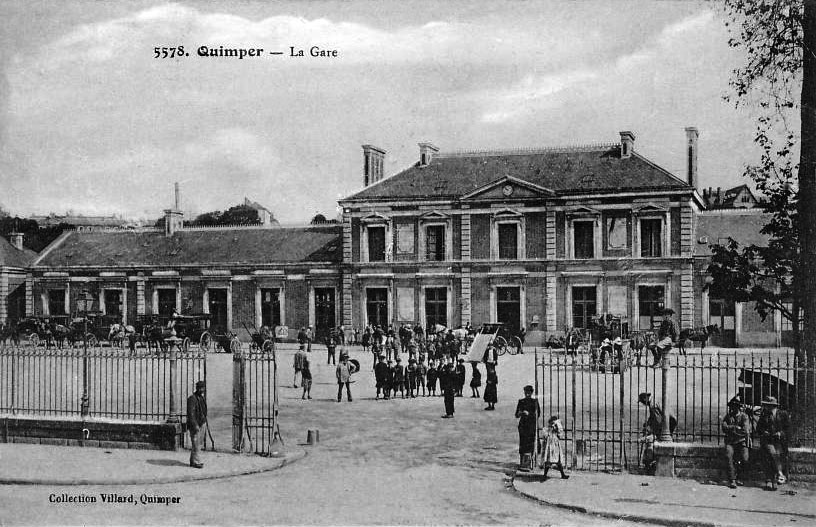
Het station rond 1900

Station Quimper is een spoorwegstation in de stad Quimper in Bretagne, Frankrijk.
Het wordt bediend door treinen met als eindbestemmingen:
- Paris-Montparnasse per TGV
- Rennes, Lorient en Brest met treinen van het netwerk TER Bretagne
- Nantes met treinen van het netwerk TER Pays de la Loire.